# Bowlus CG-7
Bowlus CG-7 là một mẫu thử tàu lượn vận tải của Hoa Kỳ trong chiến tranh thế giới II, nhưng dự án đã bị hủy bỏ.

## Biến thể
XCG-7

## Tính năng kỹ chiến thuật (XCG-7)
Dữ liệu lấy từ Mrazek
Đặc tính tổng quát
- Kíp lái: 2
- Sức chứa: 7 lính trang bị đầy đủ
- Chiều dài: 36 ft 0 in (10,97 m)
- Sải cánh: 80 ft 0 in (24,38 m)
- Diện tích cánh: 600 foot vuông (56 m2)
- Trọng lượng rỗng: 5.000 lb (2.268 kg)
- Trọng lượng cất cánh tối đa: 7.000 lb (3.175 kg)

Hiệu suất bay
- Vận tốc hành trình: 120 mph (104 kn; 193 km/h) while being towed